# Дніпровська (станиця)
Дніпро́вська — станиця в Тимашевському районі Краснодарського краю. Центр Дніпровського сільського поселення.
Населення — 3,2 тис. мешканців (2005).
Станиця розташована на невеличкому лівому притоку річки Кірпілі, у степовій зоні, за 10 км на захід від центру міста Тимашевськ.

## Адміністративний поділ
До складу Дніпровського сільського поселення крім станиці Дніпровська входять також:
- х. Димитрова (411 чол.)
- х. Калініна (387 чол.)
- х. Карла Маркса (91 чол.)
- х. Крупської (210 чол.)
- х. Леніна (539 чол.)
- х. Ольховський (909 чол.)

Населення всього 5 740 осіб.